# Grumbach (Ministeriale)

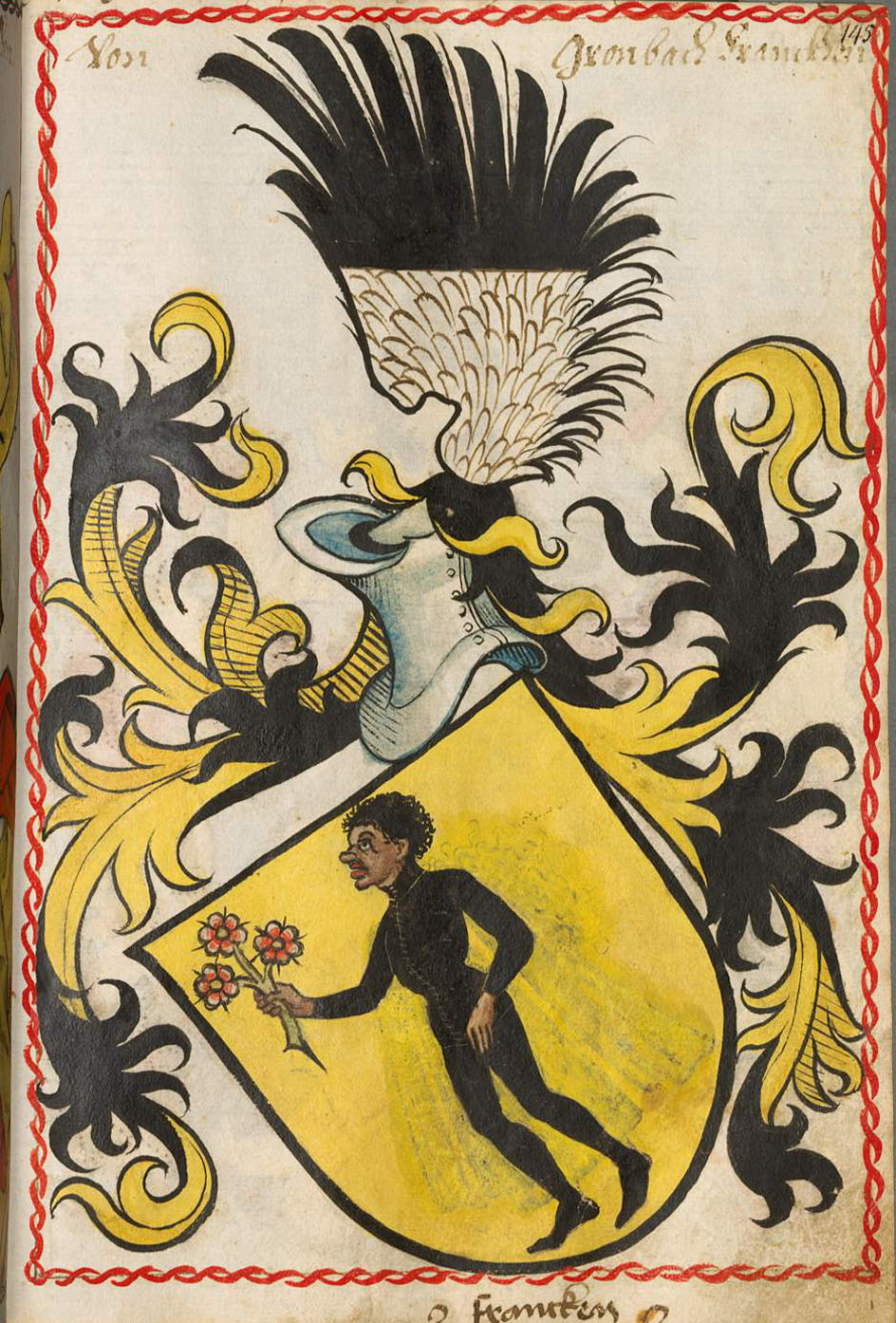
Wappen der Familie Wolfskeel von Grumbach vor 1492 nach dem Scheibler’schen Wappenbuch

Die Herren von Grumbach (ursprünglich „Wolfskeel von Grumbach“) gehörten dem fränkischen Uradel an und galten zeitweise als reichstes Adelsgeschlecht Frankens. Sie stellten eine Linie des fränkischen Uradelsgeschlechts Wolfskeel dar, werden heute aber weit überwiegend als eigene Familie dargestellt. Sie sind von den Edelfreien von Grumbach zu unterscheiden.

## Geschichte

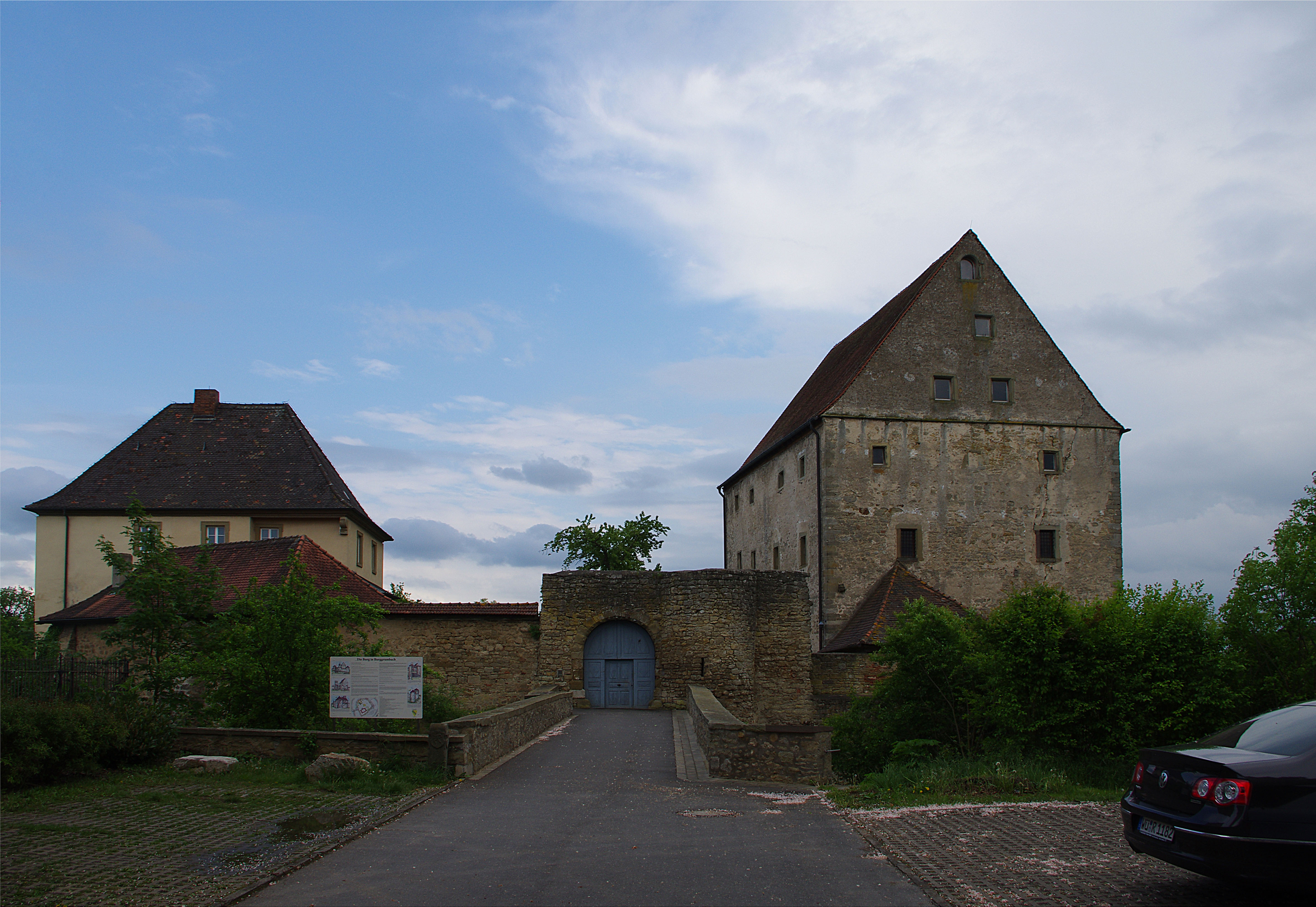
Schloss Burggrumbach, Stammsitz der Wolfskeel von Grumbach

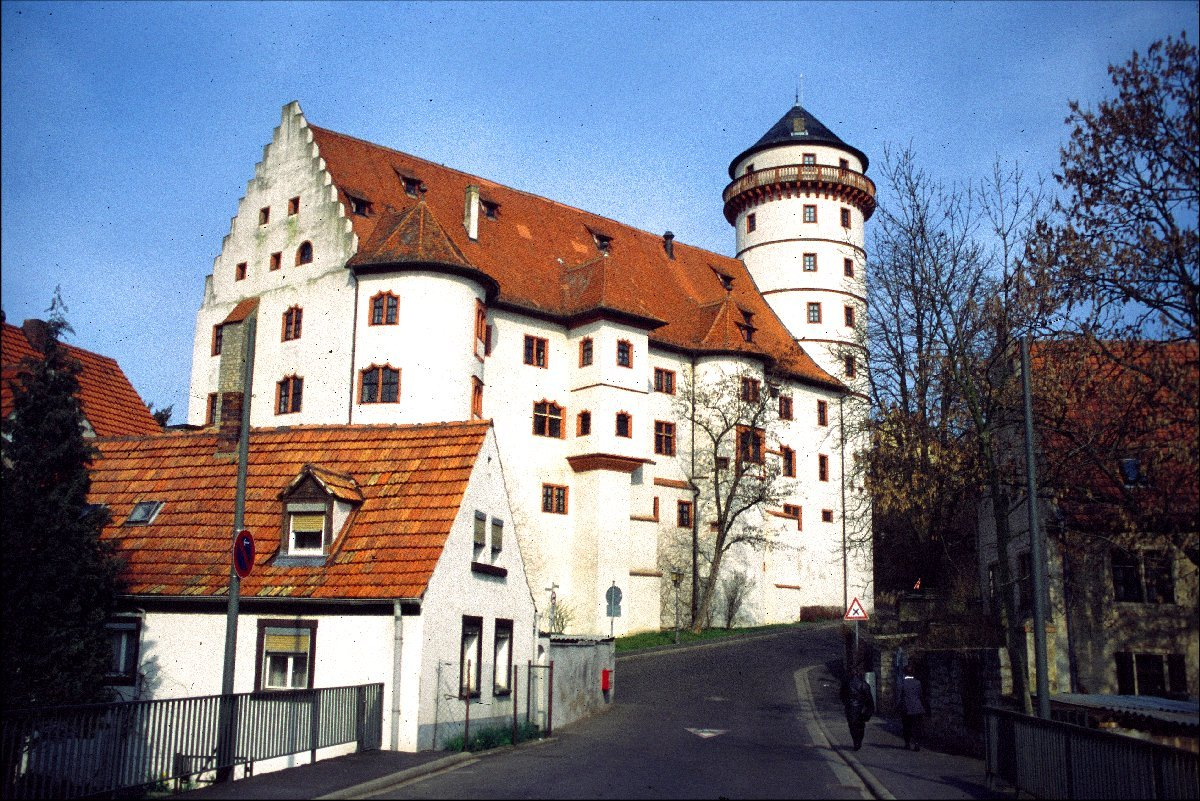
Schloss Grumbach, Sitz der Rimparer Linie der Wolfskeel von Grumbach

Im Jahr 1282 kaufte Wolflin von Wolfskeel 1⁄3 des Schlosses Burggrumbach. Im Jahr 1328 erwarb Eberhard von Wolfskeel von den Grafen von Rieneck zahlreiche Besitzungen, darunter auch die restlichen 2⁄3 des Schlosses Burggrumbach. Die sich hiernach in Burggrumbach (heute ein Ortsteil der Gemeinde Unterpleichfeld) niederlassenden Wolfskeels nannten sich „Wolfskeel von Grumbach“. Ab nicht mehr genau feststellbarer Zeit nannten sich diese Linie der Familie jedoch nur noch „von Grumbach“. Nach Biedermann soll der Grund hierfür eine familieninterne Streitigkeit über die Wappengestaltung gewesen sein.
Die von Grumbach waren eng mit dem Bistum Würzburg verbunden, wo sie das Erbschenkenamt innehatten, zahlreiche Mitglieder des Domkapitels und zwei Fürstbischöfe stellten. Das Geschlecht gehörte dem Ritterkanton Rhön-Werra an.
Im 14./15. Jahrhundert waren die Reichsritter von Grumbach in Burggrumbach, Rimpar, Estenfeld und ca. 15 weiteren Ortschaften ansässig. In Rimpar ließen sie im 14. Jahrhundert das Schloss Grumbach erbauen. Die Grumbachs galten zu dieser Zeit als das reichste Adelsgeschlecht im Hochstift Würzburg, wie folgendes Sprichwort aus damaliger Zeit zeigt: „Seinsheimer die Ältesten, Einheimer die Stölzesten, Seckendorfer die Meisten, Grumbacher die Reichsten“.
Im 17. Jahrhundert existierten noch nur die Linien der Familie in Rimpar, Burggrumbach und Estenfeld. Diese Linien starben im Mannesstamme 1603 in Rimpar, 1612 in Burggrumbach und 1682 in Estenfeld aus. Die Enkel des 1567 hingerichteten Wilhelm von Grumbach, Wolff und Wilhelm, haben ihren letzten Besitz (in Püssensheim) 1603 an den Würzburger Fürstbischof verloren. Die Familie der Grafen Wolffskeel von Reichenberg existiert noch heute.

## Persönlichkeiten
- Wolfram Wolfskeel von Grumbach, Fürstbischof von Würzburg (1322–1333)
- Johann III. von Grumbach, Fürstbischof von Würzburg (1455–1466)
- Wilhelm von Grumbach (1503–1567), Reichsritter, bekannt geworden durch die Grumbachschen Händel
- Argula von Grumbach, geborene Reichsfreiin von Stauff (1492–1568), protestantische Publizistin und Reformatorin

## Wappen

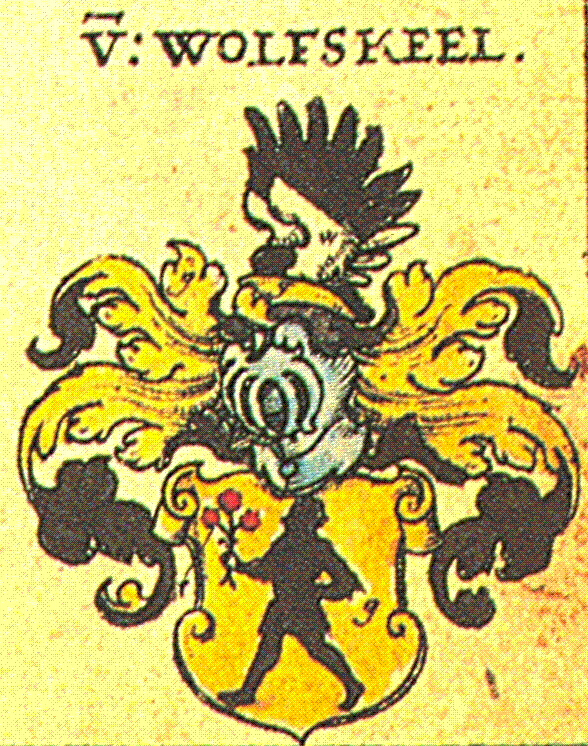
Wappen der Familie von Wolfskeel nach Siebmachers Wappenbuch

|                                           | Wappen der Familie von Grumbach seit 1492 nach dem Siebmachers Wappenbuch |
| Wappen der Familie von Grumbach seit 1492 | Blasonierung: „Ein nach links schreitender Mohr mit drei roten Rosen.“ |
| Wappen der Familie von Grumbach seit 1492 | Wappenbegründung: Das wolffskeel´sche Familienwappen, was die von Grumbachs als Linie der Wolfskeels ebenfalls führten, zeigt einen nach rechts schreitenden Mohren mit drei roten Rosen. Im Jahre 1492 beantragten die übrigen Linien der Wolfskeels beim römisch-deutschen König Maximilian I. eine Wappentrennung von den Grumbachs, die ihnen gewährt wurde. |